# Mylothris schumanni
Mylothris schumanni är en fjärilsart som beskrevs av Ernst Suffert 1904.
Mylothris schumanni ingår i släktet Mylothris och familjen vitfjärilar. Inga underarter finns listade i Catalogue of Life.